# Dolmen in Schweden

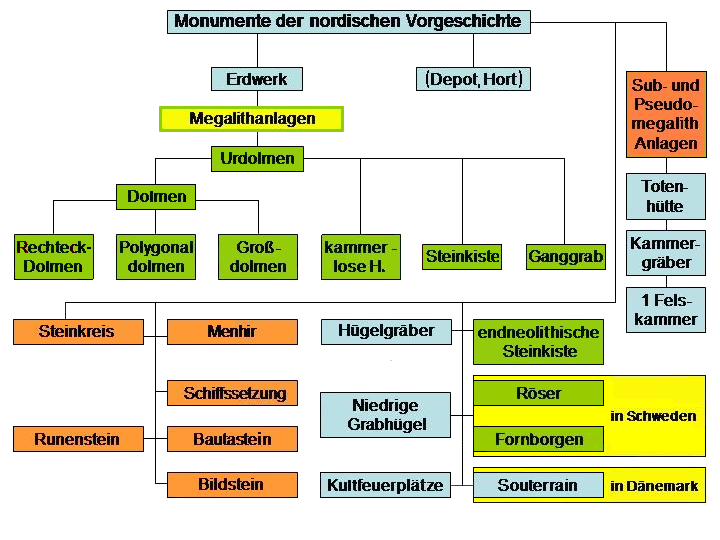
Typen der nordischen Megalitharchitektur

Die Dolmen in Schweden (schwedisch Dösen) entstanden zwischen 3500 und 2800 v. Chr. als Megalithanlagen der Trichterbecherkultur (TBK). Es gibt sie primär in den historischen Provinzen (schwedisch landskap) Bohuslän, Halland und Schonen.

Dichte archäologischer Fundplätze aller Art in Schweden

Bei der Verbreitung von Megalithanlagen im Neolithikum ist das Land mit seinen nach nationaler Einteilung ausgewiesenen etwa 100 Dolmen trotz der etwa 300 nachgewiesenen Ganggräber, der über 2000 Steinkisten und der eisenzeitlichen Dolmen ein Randgebiet der nordischen Megalitharchitektur. Neolithische Monumente sind Ausdruck der Kultur und Ideologie neolithischer Gesellschaften. Ihre Entstehung und Funktion gelten als Kennzeichen der sozialen Entwicklung.
Die Idee, Dolmen zu errichten, stammt wahrscheinlich aus Dänemark. So ist die Westküste Schwedens ein primäres Dolmengebiet. Der äußerste Südosten Norwegens und das Falbygden sind die nördlichen Randzonen. Ins Hinterland Mittelschwedens ist die Sitte so gut wie nie vorgedrungen. Im Vergleich zu Dänemark (erhalten sind etwa 1500 von über 25000 Dolmen und Ganggräbern) ist die Anzahl Schwedens gering. Schon der Unterschied zwischen Schonen und Seeland ist daher bemerkenswert, da Schonen nur 45 Ganggräber aufweist. Neben Ur- und Polygonaldolmen kommen besonders im Bohuslän quadratische Dolmen mit Zugang an einer Ecke der Kammer vor, die ansonsten im Megalithraum kaum vertreten sind.
Sk 49 Skabersjö sn RAÄ 3 ist ein Urdolmen mit einer dreieckigen Einfassung, wie er für Schweden untypisch, jedoch für Polen typisch ist. Daneben gibt es rechteckige und trapezoide Hünenbetten und (jüngere) Rundhügel. Vorläufer der Megalithanlagen sind die „Långhögar“ (deutsch „Langhügel“).